# فروم سنت کویینتین
فروم سنت کویینتین (به انگلیسی: Frome St Quintin) یک روستا و محله مدنی در بریتانیا است که در West Dorset واقع شده‌است. فروم سنت کویینتین ۱۵۰ نفر جمعیت دارد.